# Noccaea cretica
Noccaea cretica är en korsblommig växtart som först beskrevs av Árpád von Degen och Jáv., och fick sitt nu gällande namn av Friedrich Karl Meyer. Noccaea cretica ingår i släktet backskärvfrön, och familjen korsblommiga växter. Inga underarter finns listade i Catalogue of Life.